# Comité d'œuvres sociales
Un comité d’œuvres sociales dit « COS » est en France une association régie par la loi de 1901, propre aux fonctionnaires, et équivalente aux comités d'entreprise. 
Son but est de fournir aux agents des collectivités, des régions, comités locaux ou associations  l’accès à des prestations sociales, culturelles et de loisirs.

## Exemple d'activités
- Billetterie et accès à des avantages (parc de loisirs, parc d'attraction, sorties, musées, centre de loisirs...)
- Voyage de groupe
- Accès tickets cinéma et chèques de réduction
- Abonnement divers
- , etc.

Le COS n'est pas obligatoire contrairement au CSE (comité social et économique).